# Ambrosio Spinola

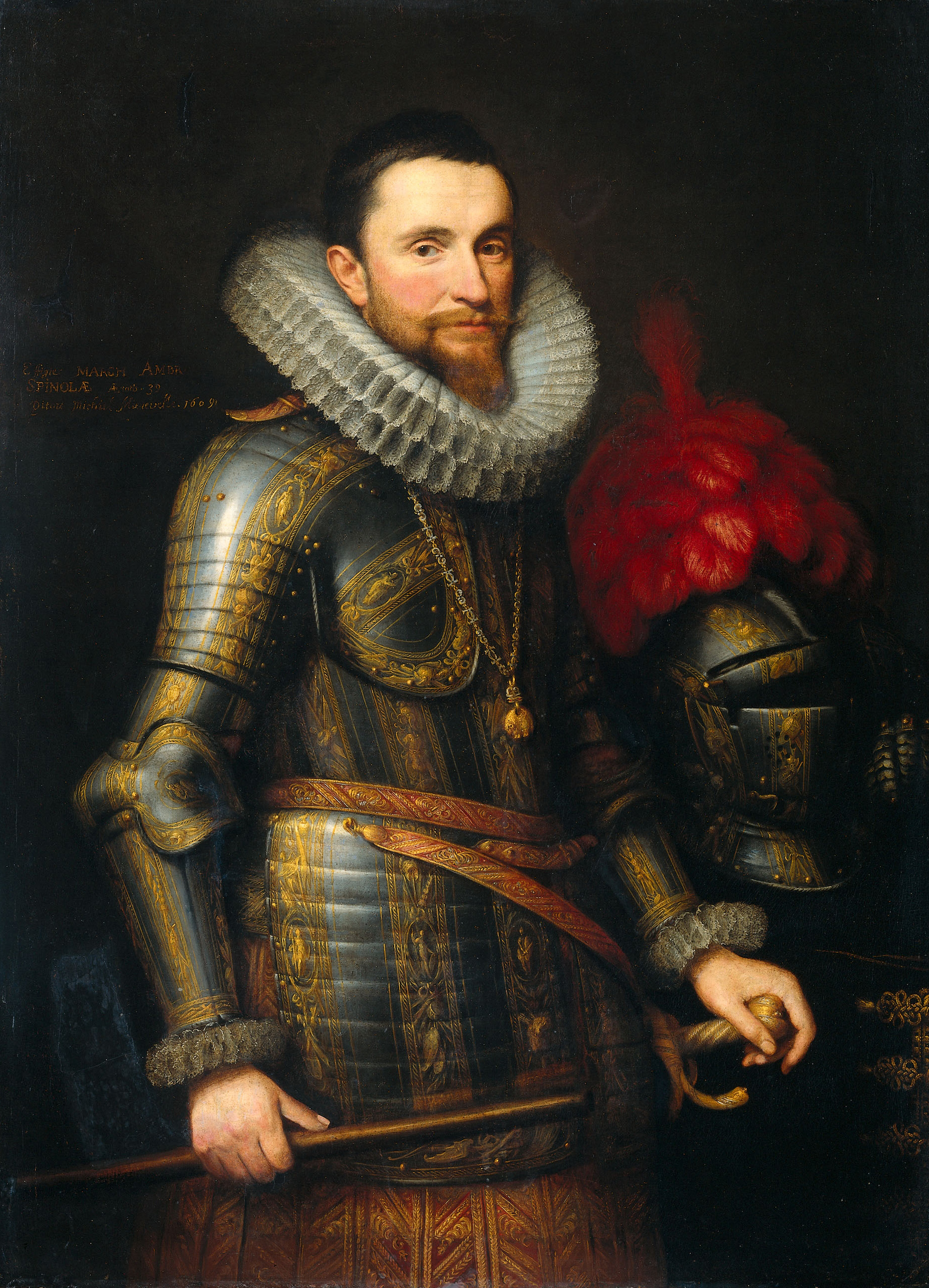
Ambrosio Spinola, Michiel Jansz van Mierevelt, 1609; Rijksmuseum w Amsterdamie

Ambrosio Spinola Doria, markiz de los Balbases (ur. 1569 w Genui, zm. 25 września 1630 w Castelnuovo Scrivia) – hiszpański dowódca wojskowy pochodzenia włoskiego.

## Początki – życie w Genui
Ambrosio Spinola urodził się w Genui. Był najstarszym synem Filippo Spinoli, markiza Sesto i Benafro oraz Polisseny, córki księcia Salerno.
Rodzina Spinoli miała swe korzenie w starożytności, a w Genui zaliczała się do najzamożniejszych i najpotężniejszych.
W XVI wieku republika genueńska była praktycznie pod zwierzchnością Hiszpanii. Genueńczycy, po utracie swej potęgi politycznej, stali się bankierami monarchii hiszpańskiej i zdobyli całkowitą kontrolę nad jej finansami.
Kilku młodszych braci Ambrosio Spinoli, szukało szczęścia w Hiszpanii, a jeden wśród nich, Federico, wyróżnił się znacznie jako żołnierz we Flandrii. Starszy brat pozostał w domu, ożenił się i założył rodzinę. W 1592 Ambrosio Spinola poślubił Giovannę Baciadonnę, córkę hrabiego Galerraty.
Domy Spinoli i Dorii odwiecznie rywalizowały ze sobą o władzę w republice genueńskiej. Ambrosio Spinola kontynuował tę rywalizację z hrabią Tursi, późniejszym szefem Doriów. Nie wiodło mu się jednak i przegrał sprawę sądową o prawo do pałacu należącego do rodziny księcia Salerno, który właśnie Doria chciał kupić. Zdecydował się wtedy wyjechać z miasta i poszukać szczęścia swego domu w służbie monarchii hiszpańskiej we Flandrii.

## Kondotier w służbie króla Hiszpanii
W 1602 on i jego brat Federico zawarli kondotierski kontrakt z hiszpańskim rządem. To była awantura, w której Spinola ryzykował całą wielką fortunę swego domu. Zaciągnął 1000 żołnierzy do służby lądowej, natomiast Federico sformował eskadrę galer przeznaczoną do służby przybrzeżnej.
Kilka galer Frederica zostało wkrótce zniszczonych przez angielskie okręty wojenne podczas działań na kanale La Manche. On sam zginął podczas walk z Holendrami 24 maja 1603.
Ambrosio Spinola w 1602 pomaszerował do Flandrii z żołnierzami, których zaciągnął na własny koszt. Podczas pierwszych miesięcy jego pobytu we Flandrii hiszpański rząd rozważał, czy nie wciągnąć go do inwazji na Anglię, która ostatecznie skończyła się na niczym. Na koniec roku wrócił do Włoch po nowe zaciągi. Jego doświadczenie żołnierskie naprawdę zaczęło się, gdy jako generał w wieku 34 lat podjął się poprowadzić oblężenie Ostendy, które rozpoczęło się 29 sierpnia 1603. 22 września 1604 Ostenda skapitulowała. W ręce Spinoli dostały się w większości ruiny twierdzy i miasta.

## Ruina finansowa i walki we Flandrii
Rządzący Flandrią, arcyksiążę Albert oraz infantka Isabella Clara Eugenia, córka Filipa II, niezwykle się ucieszyli na wieść o wzięciu Ostendy. Wzrosła też odpowiednio reputacja wodza i jego żołnierzy. Na koniec kampanii udał się do Hiszpanii do dworu, który wówczas przebywał w Valladolid, nalegając, by wyznaczono go na naczelnego wodza armii hiszpańskiej we Flandrii. W kwietniu wrócił do Brukseli i rozpoczął swoją pierwszą kampanię. Wojny w Niderlandach składały się z serii żmudnych oblężeń, a Spinola uczynił się sławnym, zdobywając liczne twierdze i to pomimo oporu, jaki stawiał mu słynny Maurycy Orański.
W 1606 ponownie udał się do Hiszpanii. Przyjęty został z wielkimi honorami, i wtajemniczony w bardzo tajną misję zabezpieczenia władzy we Flandrii w przypadku śmierci arcyksięcia lub jego żony, jednak nie mógł uzyskać stanowiska naczelnego wodza, którego najbardziej pragnął, a ponadto został zmuszony zastawić całą swoją fortunę jako zabezpieczenie dla wydatków wojennych, by bankierzy mogli udzielić funduszy hiszpańskiemu rządowi. Ponieważ pieniędzy nigdy mu nie zwrócono, doprowadzony został w ten sposób do autentycznej ruiny. Hiszpański rząd zaczął teraz robić wszystko, by trzymać go jak najdalej od Hiszpanii.

## Rozejm i wojna trzydziestoletnia
Aż do momentu podpisania 12-letniego rozejmu walczył z sukcesami. Po podpisaniu rozejmu zachował swoje stanowisko, i nie licząc innych obowiązków miał prowadzić negocjacje z Francją, gdy książę Condé uciekł do Flandrii wraz ze swą żoną Charlottą po to by ta znalazła się poza zasięgiem starczych zalotów króla Francji Henryka IV.
W 1611 Spinola osiągnął stan totalnej ruiny finansowej, ale dostał upragnione naczelne dowództwo (Grandezza). W 1614 wziął udział w operacjach związanych z osadami Cleves i Juliers. Na początku wojny trzydziestoletniej w latach 1620–1622 przeprowadził pełną sukcesów kampanię w dolnym Palatynacie i został nagrodzony stopniem generała-kapitana (capitán general).

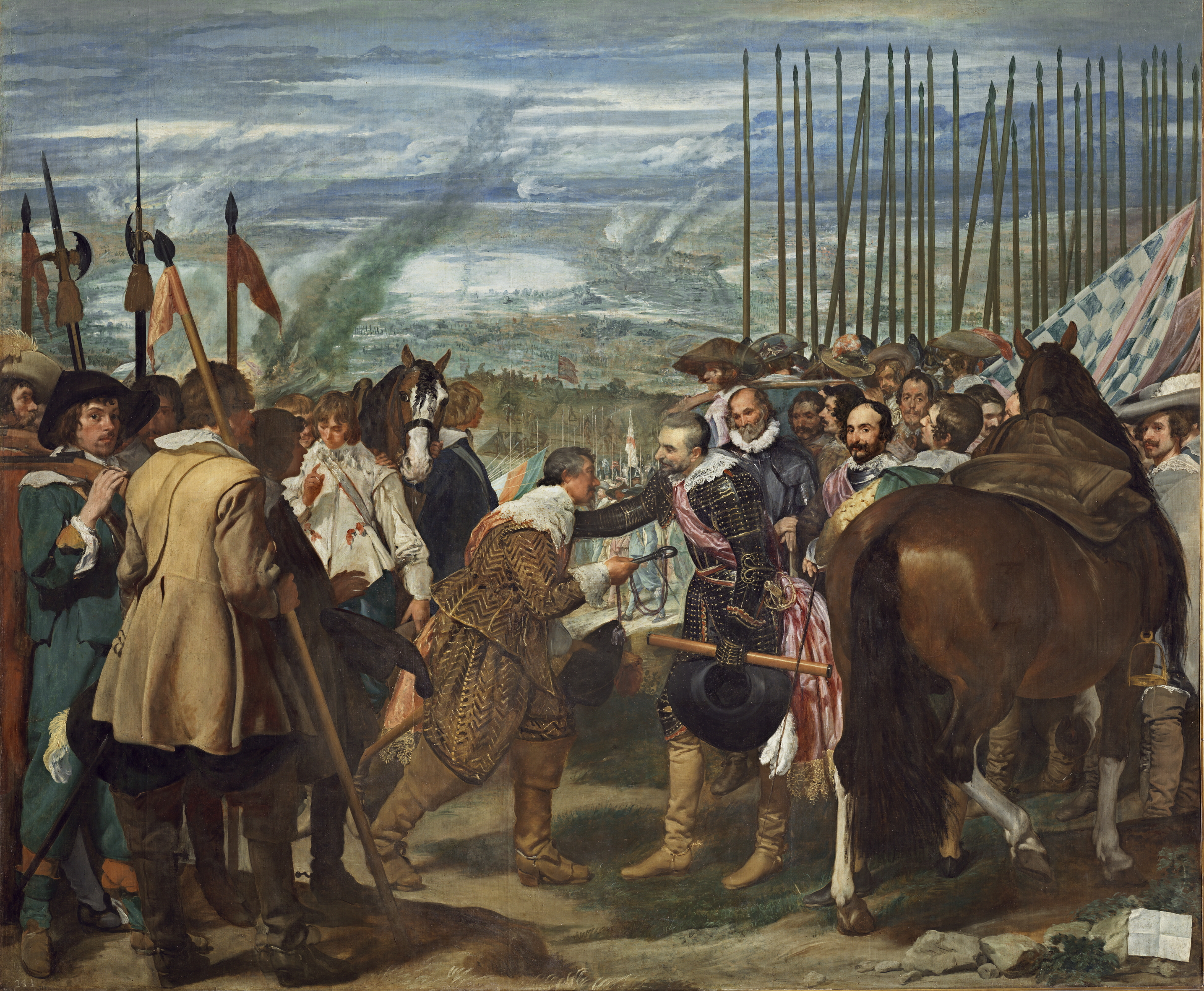
Poddanie Bredy, Diego Velázquez

Ze wznowieniem wojny z Holandią w 1621 odniósł najsłynniejsze zwycięstwo w swojej karierze, mianowicie zdobył Bredę po bardzo długim oblężeniu (28 sierpnia 1624 – 5 czerwca 1625), i to pomimo wytężonych wysiłków Fryderyka Henryka, księcia Orańskiego, by ją uratować. Zdobycie Bredy było kulminacyjnym punktem w karierze Spinoli.

## Wrogość Olivaresa
Brak środków finansowych sparaliżował rząd hiszpański. Nowy faworyt, Olivares, był zazdrosny o generała Spinolę. Pozbawiony wsparcia monarchii hiszpańskiej Spinola nie potrafił powstrzymać Fryderyka Nassau przed zdobyciem twierdzy Groll (Groenlo). W styczniu 1628 wyjechał do Hiszpanii, zdecydowany nie brać komendy we Flandrii dopóki jego armia nie dostanie posiłków. W Madrycie musiał wytrzymać bezczelność Olivaresa, który usiłował uczynić go odpowiedzialnym za utratę Groll. Spinola był zdecydowany nie wracać do Flandrii.

## Mantuańska wojna sukcesyjna i śmierć
W międzyczasie hiszpański rząd włączył się do wojny o sukcesję księstwa Mantui. Spinola został wyznaczony na pełnomocnika i wodza. Wylądował 19 sierpnia 1629 w Genui. We Włoszech przez cały czas prześladowała go wrogość Olivaresa, który doprowadził w końcu do tego, że pozbawiono go pełnomocnictwa. Zdrowie Spinoli nagle się pogorszyło. Zostawszy obrabowanym ze swych pieniędzy, bez odszkodowania które prosił dla swych dzieci i zhańbiony w obliczu nieprzyjaciela, zmarł 25 sierpnia 1630 podczas oblężenia Casale, mrucząc słowa o honorze i reputacji. Tytuł markiza Los Balbases – to było wszystko co jego rodzina otrzymała za całą fortunę wydaną w służbie Filipa II oraz Filipa IV.